# Sao chổi Biela
Sao chổi Biela (tên định danh chính thức: 3D/Biela) là sao chổi họ định kỳ đầu tiên được Montaigne và Messier ghi lại vào năm 1772 và cuối cùng được Wilhelm von Biela xác định là định kỳ vào năm 1826. Sau đó nó được quan sát thấy đã chia làm hai và không được nhìn thấy từ năm 1852. Kết quả là nó hiện đang được coi là đã bị phá hủy, mặc dù tàn dư của nó dường như đã sống sót trong một thời gian như một trận mưa sao băng, Andromedids.

## Phát hiện
Sao chổi được ghi lại lần đầu tiên vào ngày 8 tháng 3 năm 1772 bởi Jacques Leibax Montaigne; nó cũng được Charles Messier phát hiện độc lập. Nó cũng được ghi lại vào năm 1805 bởi Jean-Louis Pons, nhưng không được công nhận là cùng một sao chổi. Sau lần xuất hiện năm 1805, một số nỗ lực đã được thực hiện bởi Gauss (1806) và Bessel (1806) để tính toán một quỹ đạo chính xác, Gauss và Olbers đều ghi nhận sự tương đồng giữa các sao chổi 1805 và 1772, nhưng không thể chứng minh được sự liên kết giữa các sao chổi này.

## Xác nhận là sao chổi theo định kỳ
Wilhelm von Biela, một sĩ quan quân đội phục vụ tại thị trấn pháo đài Josefstadt, người đã quan sát sao chổi trong khi nó tiếp cận điểm cận nhât năm 1826 của nó (ngày 27 tháng 2) và tính toán quỹ đạo của nó, phát hiện ra nó là sao chổi định kỳ với chu kỳ 6,6 năm. Vào thời điểm đó nó chỉ là sao chổi thứ ba được biết đến là định kỳ, sau sao chổi Halley và sao chổi Encke. Sao chổi được đặt theo tên Biela, mặc dù ban đầu có một số tranh cãi do phát hiện sau đó nhưng độc lập của Jean-Félix Adolphe Gambart, người cũng cung cấp bằng chứng toán học đầu tiên liên kết các sao chổi năm 1826 và 1805 (các lá thư từ Biela và Gambart được xuất bản trong cùng một phiên bản của Astronomische Nachrichten). Một tuyên bố thứ ba của Thomas Clausen, người đã độc lập liên kết các sao chổi này là một sao chổi duy nhất.
Sao chổi xuất hiện như dự đoán trong lần xuất hiện năm 1832, khi nó được John Herschel phát hiện lần đầu vào ngày 24 tháng 9. Các yếu tố quỹ đạo và thiên văn được Olbers tính toán tạo cho sự trở lại của sao chổi này tạo ra một cảm giác phổ biến, vì chúng cho thấy đường đi của sao chổi có khả năng đi qua quỹ đạo của trái đất khi tiếp cận Trái Đất gần vào ngày 29 tháng 10. Các dự đoán trên báo chí tiếp theo về khả năng bị hủy diệt của Trái Đất đã bỏ qua thực tế rằng bản thân Trái Đất sẽ không đi đến điểm quỹ đạo này cho đến ngày 30 tháng 11, một tháng sau đó, như được chỉ ra bởi François Arago trong một bài báo được viết ra để làm giảm sự lo lắng của công chúng. Mặc dù vậy, thực tế rằng sao chổi của Biela là sao chổi duy nhất được biết đến có quỹ đạo cắt với quỹ đạo của Trái đất đã khiến cho nó quan tâm đặc biệt, cả cho các nhà thiên văn và công chúng, trong thế kỷ 19.
Sự xuất hiện của sao chổi này năm 1839 vô cùng bất lợi và không có quan sát nào được thực hiện.